# Online Film Critics Society Awards/Bestes Drehbuch
Der Preis für das Beste Drehbuch wurde nur 1997 und 2000 verliehen.
1997
L.A. Confidential – Curtis Hanson und Brian Helgeland
Boogie Nights – Paul Thomas Anderson
Good Will Hunting – Ben Affleck und Matt Damon
2000
Almost Famous – Fast berühmt – Cameron Crowe
Quills – Macht der Besessenheit – Doug Wright
State and Main – David Mamet
Traffic – Macht des Kartells – Stephen Gaghan
Die WonderBoys – Steven Kloves
You Can Count on Me – Kenneth Lonergan